# أليس سبرينغز
أليس سبرينغز (وتسمى مبارنتوي بلغة أرينتي) هي ثالث أكبر مدينة في الإقليم الشمالي في أستراليا. وتقع تقريبا في مركز أستراليا الجغرافي.
تعرف المنطقة باسم مبارنتوي لسكانها الأصليين، الأرينتي، الذين عاشوا في صحراء أستراليا الوسطى في منطقة أليس سبرينغز وحولها منذ آلاف السنين. وقد أعطاها هذ الاسم المستكشف ويليام ويتفيلد ميلز على أليس تود، زوجة رائد التلغراف السير تشارلز تود.
بلغ عدد سكان المنطقة الحضرية حوالي 24,000 نسمة في تعداد عام 2016 وتشكل حوالي 10٪ من سكان الإقليم. تقع أليس سبرينغز على منتصف الطريق تقريبا بين أديلايد وداروين.
تمتد المدينة على نهر تود الجاف عادة على الجانب الشمالي من سلسلة جبال ماكدونيل. تعرف المنطقة المحيطة بها باسم وسط أستراليا، أو المركز الأحمر، وهي بيئة قاحلة تتكون من عدة صحارى مختلفة. تتباين درجات الحرارة في أليس سبرينغس بشكل كبير، مع متوسط درجة الحرارة القصوى في الصيف 35.6 درجة مئوية (96.1 درجة فهرنهايت) ومتوسط درجة الحرارة الدنيا في فصل الشتاء من 5.1 درجة مئوية (41.2 درجة فهرنهايت). وقد واجهت أليس سبرينغز العديد من المشاكل في السنوات الأخيرة، والناجمة إلى حد كبير عن زيادة الجريمة والانقسام العرقي القوي الذي كان قائما في المدينة لسنوات.

## المناخ
يظهر الجدول التالي التغييرات المناخية على مدار السنة لأليس سبرينغز:
| البيانات المناخية لـأليس سبرينغز         | البيانات المناخية لـأليس سبرينغز | البيانات المناخية لـأليس سبرينغز | البيانات المناخية لـأليس سبرينغز | البيانات المناخية لـأليس سبرينغز | البيانات المناخية لـأليس سبرينغز | البيانات المناخية لـأليس سبرينغز | البيانات المناخية لـأليس سبرينغز | البيانات المناخية لـأليس سبرينغز | البيانات المناخية لـأليس سبرينغز | البيانات المناخية لـأليس سبرينغز | البيانات المناخية لـأليس سبرينغز | البيانات المناخية لـأليس سبرينغز | البيانات المناخية لـأليس سبرينغز |
| الشهر                                    | يناير                            | فبراير                           | مارس                             | أبريل                            | مايو                             | يونيو                            | يوليو                            | أغسطس                            | سبتمبر                           | أكتوبر                           | نوفمبر                           | ديسمبر                           | المعدل السنوي                    |
| ---------------------------------------- | -------------------------------- | -------------------------------- | -------------------------------- | -------------------------------- | -------------------------------- | -------------------------------- | -------------------------------- | -------------------------------- | -------------------------------- | -------------------------------- | -------------------------------- | -------------------------------- | -------------------------------- |
| الدرجة القصوى °م (°ف)                    | 46.7 (116.1)                     | 44.7 (112.5)                     | 45.0 (113.0)                     | 39.9 (103.8)                     | 38.3 (100.9)                     | 31.6 (88.9)                      | 31.6 (88.9)                      | 35.6 (96.1)                      | 38.8 (101.8)                     | 45.0 (113.0)                     | 45.6 (114.1)                     | 47.5 (117.5)                     | 47.5 (117.5)                     |
| متوسط درجة الحرارة الكبرى °م (°ف)        | 36.4 (97.5)                      | 35.2 (95.4)                      | 32.8 (91.0)                      | 28.4 (83.1)                      | 23.1 (73.6)                      | 19.9 (67.8)                      | 19.8 (67.6)                      | 22.7 (72.9)                      | 27.3 (81.1)                      | 31.1 (88.0)                      | 33.7 (92.7)                      | 35.4 (95.7)                      | 28.8 (83.8)                      |
| متوسط درجة الحرارة الصغرى °م (°ف)        | 21.5 (70.7)                      | 20.7 (69.3)                      | 17.6 (63.7)                      | 12.6 (54.7)                      | 8.2 (46.8)                       | 5.0 (41.0)                       | 4.0 (39.2)                       | 6.0 (42.8)                       | 10.3 (50.5)                      | 14.8 (58.6)                      | 17.9 (64.2)                      | 20.3 (68.5)                      | 13.2 (55.8)                      |
| أدنى درجة حرارة °م (°ف)                  | 10.0 (50.0)                      | 8.5 (47.3)                       | 6.1 (43.0)                       | 1.4 (34.5)                       | −2.7 (27.1)                      | −6.0 (21.2)                      | −7.5 (18.5)                      | −4.1 (24.6)                      | −1.0 (30.2)                      | 1.3 (34.3)                       | 3.5 (38.3)                       | 9.3 (48.7)                       | −7.5 (18.5)                      |
| معدل هطول الأمطار مم (إنش)               | 40.6 (1.60)                      | 41.7 (1.64)                      | 30.9 (1.22)                      | 16.5 (0.65)                      | 18.5 (0.73)                      | 13.2 (0.52)                      | 14.9 (0.59)                      | 8.7 (0.34)                       | 8.5 (0.33)                       | 20.2 (0.80)                      | 28.9 (1.14)                      | 38.2 (1.50)                      | 279.7 (11.01)                    |
| متوسط الأيام الممطرة                     | 4.9                              | 4.6                              | 3.2                              | 2.1                              | 2.9                              | 2.7                              | 2.6                              | 1.9                              | 2.3                              | 4.4                              | 5.6                              | 6.0                              | 43.2                             |
| Average afternoon رطوبة نسبية (%)        | 22                               | 25                               | 24                               | 26                               | 33                               | 35                               | 32                               | 25                               | 21                               | 19                               | 19                               | 21                               | 25                               |
| ساعات سطوع الشمس الشهرية                 | 306.0                            | 276.8                            | 300.7                            | 285.0                            | 263.5                            | 252.0                            | 282.1                            | 306.9                            | 300.0                            | 313.1                            | 303.0                            | 310.0                            | 3٬499٫1                          |
| المصدر: Australian Bureau of Meteorology |                                  |                                  |                                  |                                  |                                  |                                  |                                  |                                  |                                  |                                  |                                  |                                  |                                  |

## أعلام
- غوردون بريسكو
- أدريان بيرنسايد
- هارولد توماس
- هارون بيدرسن
- ستيف دود
- يوجين ميرل شوميكر
- جوك نيلسون
- زافير هربرت
- هارولد جورج نيلسون
- رود أوليفر